# Gyrotaenia spicata
Gyrotaenia spicata là một loài thực vật thuộc họ Urticaceae. Đây là loài đặc hữu của Jamaica.